# 高倉為盛
高倉 為盛（たかくら ためもり）は、江戸時代前期の弘前藩士。

## 略歴
最上氏家臣・鍋倉秀道の次男として誕生。父は最上家が改易となった後、佐竹氏に仕え、為盛は母方の祖父・高倉盛次の養子となって、津軽氏に仕えた。
養父・盛次が江戸で不調法があり、共に浪人となったが、寛永17年（1640年）津軽氏に300石、児小姓頭として仕官した。慶安2年（1649年）、200石加増で500石となる。そして、家老となり、さらに300石の加増で800石となった。明暦2年（1656年）、津軽信義の死による津軽信英の黒石分地を円満に解決すると、寛文4年（1664年）、隠居した。
隠居の際に剃髪し、休能を称し、隠居料300石を食んだ。隠居後も武道を忘れず、主君・津軽信政を茶室に招いた際、天井を槍の柄を持って、縁とし、信政を感動させたという。天和2年（1682年）、江戸で死去した。